# Dwerggierzwaluw
De dwerggierzwaluw (Tachornis furcata) is een vogel uit de familie Apodidae (gierzwaluwen).

## Verspreiding en leefgebied
Deze soort komt voor in noordoostelijk Colombia en westelijk Venezuela en telt twee ondersoorten:
- T. f. furcata: noordoostelijk Colombia en noordwestelijk Venezuela.
- T. f. nigrodorsalis: westelijk Venezuela.